# Joaquim Rufino do Rêgo
Dom Joaquim Rufino do Rêgo (Picos, 14 de janeiro de 1926 — Teresina, 10 de agosto de 2013) foi um bispo católico brasileiro. Foi o primeiro bispo de Quixadá e o quarto bispo de Parnaíba. 

## Biografia
Filho de José Gomes do Rêgo e Tereza Maria de Jesus. Fez o curso primário em sua cidade natal e o médio no Seminário de Teresina, onde ingressou em 1940. Em 1947 foi transferido para o Seminário Arquidiocesano de Olinda para cursar Filosofia até o ano de 1948. Em 1949 foi enviado a Roma para continuar sua formação no Pontifício Colégio Pio Brasileiro. Efetuou seus estudos teológicos na Pontifícia Universidade Gregoriana, especializando-se em Teologia Dogmática.
Sua ordenação sacerdotal ocorreu em Roma em 5 de outubro de 1952. Ao retornar ao Brasil assumiu o cargo de Vigário Auxiliar da Catedral Diocesana de Oeiras no Piauí onde também era secretário do bispado. Em 1956 assumiu a paróquia de Simplício Mendes dedicando-se à construção da Igreja Matriz Paroquial. Em 1961 assumiu a paróquia de Picos, onde foi eleito Bispo pelo Papa Paulo VI para a nova Diocese de Quixadá em 21 de abril de 1971. Deixou a paróquia de Picos em 30 de abril do mesmo ano.
Recebeu em 4 de julho de 1971 a ordenação episcopal das mãos de Dom Umberto Mozzoni, Núncio Apostólico no Brasil, em concelebração realizada em Picos. Tomou posse da Diocese de Quixadá na data de sua instalação em 20 de agosto de 1971, em solenidade presidida por Dom Hunberto Mozzoni que depois de instalada a nova Diocese deu posse ao seu primeiro Bispo Diocesano.
Dom Rufino governou a Diocese por quase 15 anos como Bispo Diocesano até 2 de abril de 1986 quando anunciou sua eleição para a Diocese de Parnaíba. Foi bispo da diocese de Parnaíba até fevereiro de 2001, quando tornou-se bispo emérito.

## Morte
Dom Rufino faleceu às 14h20min do dia 10 de agosto de 2013 em Teresina, onde se encontrava internado.